# Синдром Картагенера
Синдро́м Картагенера (англ. Kartagener syndrome) — редкое наследственное заболевание человека, относящееся к группе цилиопатий. Данный синдром известен так же как англ. Ciliary dyskinesia, primary (CILD).

## История
Впервые этот синдром был описан в 1904 году киевским врачом А. К. Зивертом, более подробное описание данной патологии и ее семейных форм представлено шведским врачом М. Картагенером в 1933 г.

## Клинические симптомы
Синдром Картагенера характеризуется такими клиническими признаками, как транспозиция внутренних органов (situs viscerum inversus), аномалии мукоцилиарного клиренса, хронический бронхит, хронический риносинусит, хронический отит, мужское бесплодие.

## Молекулярно-генетические механизмы
Синдром Картагенера - генетически гетерогенное, аутосомно-рецессивное заболевание, возникающее в результате потери функции различных частей аксонемального центрального аппарата флагелл и цилий. Чаще всего, синдром Картагенера обусловлен потерей функций динеиновых ручек. Встречается с частотой 1/16000 новорождённых.
| Фенотип | Ген        | Хромосомный локус |
| ------- | ---------- | ----------------- |
| CILD1   | DNAI1      | 9p13.3            |
| CILD2   | DNAAF3     | 19q13             |
| CILD3   | DNAH5      | 5p                |
| CILD4   | Неизвестен | 15q13             |
| CILD5   | HYDIN      | 16q22             |
| CILD6   | TXNDC3     | 7p14-p13          |
| CILD7   | DNAH11     | 7p21              |
| CILD8   | Неизвестен | 15q24-q25         |
| CILD9   | DNAI2      | 17q25             |
| CILD10  | KTU        | 14q21.3           |
| CILD11  | RSPH4A     | 6q22              |
| CILD12  | RSPH9      | 6p21              |
| CILD13  | DNAAF1     | 16q24.1           |
| CILD14  | CCDC39     | 3q26.33           |
| CILD15  | CCDC40     | 17q25.3           |
| CILD16  | DNAL1      | 14q24.3           |
| CILD17  | CCDC103    | 17q21             |
| CILD18  | HEATR2     | 7p22              |
| CILD19  | LRRC6      | 8q24              |
| CILD20  | CCDC114    | 19q13             |

## Синдром Картагенера и фертильность
Синдром Картагенера — генетическая причина астенозооспермии у мужчин. Однако этот синдром может также повлиять на женскую фертильность, поскольку затрудняет продвижение яйцеклеток по фаллопиевым трубам.

### Женское бесплодие
У большинства женщин с этим синдромом наблюдаются проблемы с фертильностью. У них нормальный овариальный цикл, но их яйцеклетки не могут правильно перемещаться по фаллопиевым трубам.
Трубочки покрыты ресничками, которые помогают яйцеклетке перемещаться к месту встречи со сперматозоидом и происходит оплодотворение. После оплодотворения яйцеклетки спермой образовавшийся эмбрион перемещается в матку для имплантации. По этой причине женщины, страдающие синдромом Картагенера, испытывают большие трудности с оплодотворением. Кроме того, у них высока частота внематочной беременности.
Поэтому, если женщина с данным заболеванием хочет иметь детей, ей рекомендуется прибегнуть к процедуре экстракорпорального оплодотворения. Таким образом, эмбрионы переносятся непосредственно в матку.

### Мужское бесплодие
Проблема, с которой сталкиваются мужчины с этим расстройством, называется астенозооспермией. Это нарушение сперматогенеза, при котором большинство сперматозоидов неподвижны из-за структурных изменений в их жгутиках; хотя они обычно живы, они не способны оплодотворить яйцеклетку.
Если в семье мужчина имеет данное заболевание и хочет иметь собственных детей, необходимо использовать ЭКО-ИКСИ. Таким образом, специалист сам отбирает сперматозоиды и вводит их с помощью микроинъекции.

## Синдром Картагенера и наследственность
Синдром Картагенера — генетическое заболевание, тип наследования — аутосомно-рецессивный. Следовательно, чтобы потомство страдало этим синдромом, необходимо, чтобы оба родителя были носителями мутации.